# Christoph Buchner
Christoph Buchner (* 23. Juli 1989 in Trostberg) ist ein ehemaliger deutscher Fußballspieler.

## Karriere
Buchner spielte in den Jugendabteilungen des TuS Garching und von Wacker Burghausen, bis er 2008 in den Profikader Wackers aufrückte. In der Saison 2008/09 absolvierte er 20 Spiele (ein Tor) in der 3. Liga. Im Sommer 2009 wechselte er zum Zweitligisten 1. FC Kaiserslautern, der ihn für drei Jahre unter Vertrag nahm. In der Saison 2009/10 kam er in der Profi-Mannschaft nicht zum Einsatz, sondern spielte für die zweite Mannschaft in der Regionalliga West. Aufgrund eines Fußbruches absolvierte er nur 18 Spiele, in denen er zwei Tore erzielte. Im Sommer 2010 wechselte Buchner zum Drittligisten 1. FC Saarbrücken, bei dem er einen Einjahresvertrag unterzeichnete. Nach Ablauf seines Vertrages wechselte er für ein Jahr nach Österreich zum Zweitligisten FC Lustenau, bevor er im Juli 2012 einen Vertrag beim Drittligisten Chemnitzer FC unterschrieb. Dort hielt es ihn allerdings auch nur ein Jahr und er pendelte in dieser Zeit zwischen den Profis und der Reservemannschaft. Zur Saison 2013/14 wechselte er zum Viertligisten Eintracht Trier. Mit Trier wurde er Rheinlandpokalsieger und nahm zweimal am DFB-Pokal teil. Zur Saison 2016/17 wechselte Buchner innerhalb der Regionalliga Südwest zur TuS Koblenz und unterzeichnete einen Vertrag für eine Saison. Dann unterzeichnete Buchner einen bis zum 30. Juni 2019 gültigen Vertrag bei seinem früheren Jugendverein Wacker Burghausen in der Regionalliga Bayern. Dieser wurde anschließend noch um ein weiteres Jahr verlängert, ehe Buchner im Sommer 2020 zum FC Töging in die sechstklassige Landesliga ging. Drei Jahre später beendete er beim mittlerweile in der Bezirksliga spielenden Verein seine aktive Karriere.

## Sonstiges
Neben seiner Fußballkarriere absolvierte Buchner eine Ausbildung zum Bankkaufmann.